# The Almanac Singers
The Almanac Singers est un groupe de musique folk américain basé à New York, actif entre 1940 et 1943, fondé par Millard Lampell (en), Lee Hays, Pete Seeger et rejoint en 1941 par Woody Guthrie. Le groupe s'est spécialisé dans les chansons d'actualité, principalement des chansons contestataires prônant une philosophie anti-guerre et isolationiste, antiraciste et pro-syndicale. Ils font partie du Popular Front, une alliance de libéraux et de gauchistes, dont le Parti communiste américain, qui a juré de mettre de côté leurs divergences afin de combattre le fascisme et de promouvoir l'inclusivité raciale et religieuse et les droits des travailleurs. Les Almanac Singers sont convaincus que les chansons peuvent aider à atteindre ces objectifs.

## Historique

### Contexte politique
Selon l'historien Michael Denning, la base du Popular Front est le mouvement ouvrier, des millions de travailleurs industriels regroupés dans les nouveaux syndicats du CIO. Au début des années 1940, le CIO est dominé par de nouveaux syndicats dans les industries métallurgiques — les United Auto Workers, les United Steelworkers et les United Electrical Workers — et, plus qu'une simple union syndicale, ce syndicalisme industriel est une sorte de « reconstruction sociale ».
À la fin de 1940 et au début de 1941 (avant que l'Amérique n'entre dans la Seconde Guerre mondiale), le réarmement met fin à une décennie de chômage ; et le travail est à son maximum militant. Alors que le CIO lutte contre la discrimination raciale à l'embauche, il doit faire face à de profondes divisions raciales parmi ses propres membres, en particulier dans les usines de l'UAW à Détroit où les travailleurs blancs font parfois grève pour protester contre la promotion des travailleurs noirs. Il travaille également sur cette question dans les chantiers navals de l'Alabama, les transports en commun de Philadelphie et les aciéries de Baltimore. Les dirigeants du CIO, en particulier ceux des syndicats les plus à gauche tels que les Packinghouse Workers, l'UAW, la National Maritime Union et la Transport Workers Union, entreprennent de sérieux efforts pour réprimer les grèves haineuses et pour éduquer leurs membres. Ces syndicats opposent leur attaque, relativement audacieuse sur ce problème, avec la timidité et le racisme de l'AFL.

### Les débuts
Les membres des Almanac Singers, Millard Lampell, Lee Hays, Pete Seeger et Woody Guthrie, commencent à jouer ensemble de manière informelle en 1940 ou 1941. Pete Seeger et Guthrie se sont rencontrés lors de la soirée Grapes of Wrath de Will Geer, une prestation pour les travailleurs migrants déplacés, en mars 1940. Cette année-là, Seeger rejoint Guthrie lors d'un voyage au Texas et en Californie pour rendre visite aux parents de Guthrie. Hays et Lampell ont loué ensemble un appartement à New York en octobre 1940 et, à son retour, Seeger emménage avec eux. Ils appellent leur appartement « Almanac House », et celui-ci devient un centre pour les intellectuels de gauche ainsi qu'un point de chute pour les chanteurs folks, dont Sonny Terry et Brownie McGhee (en 1942).

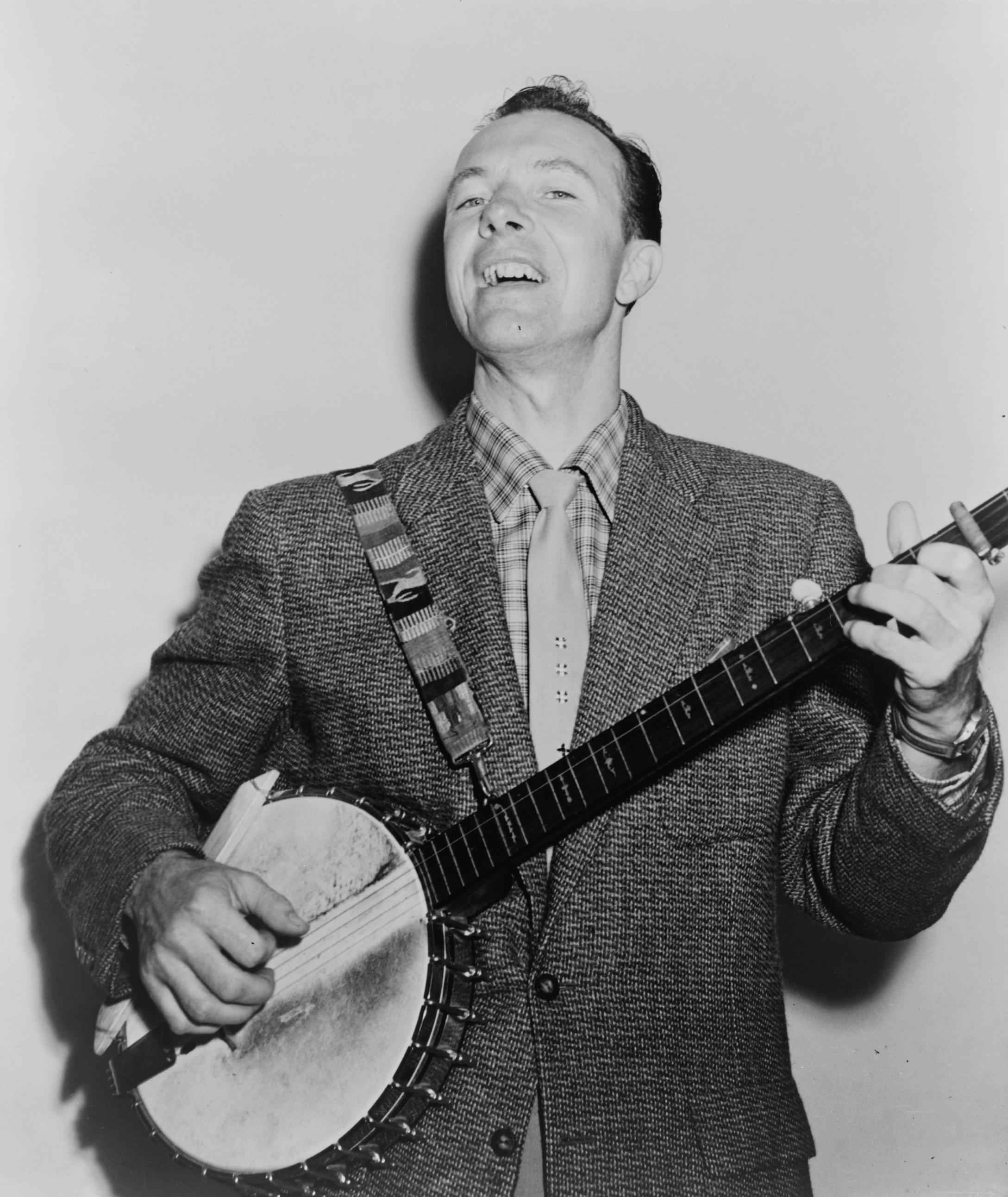
Pete Seeger en 1955.

Le premier concert payant de Hays et Seeger a lieu au restaurant Jade Mountain à New York lors d'une collecte de fonds pour les Républicains de la Guerre d'Espagne, en décembre 1940 ou janvier 1941. Selon une interview de Lee Hays en 1965, Seeger, Hays et Lampell chantent lors d'un Congrès américain de la Jeunesse tenu à la Turner's Arena de Washington, en février 1941, au cours duquel les soutiens réclament des chansons construites autour des slogans « Don't Lend or Lease our Bases » et « Jim Crow must Go ». Peu de temps après, ils décident de s'appeler les Almanac Singers. Ils choisissent ce nom parce que Lee Hays a dit que chez eux, dans l'Arkansas, les agriculteurs n'ont que deux livres dans leurs maisons : la Bible, pour les guider et les préparer à la vie dans l'Autre Monde, et l'Almanach, pour leur parler des conditions dans celui-ci.
Plusieurs autres artistes chantent avec le groupe à plusieurs reprises : Sis Cunningham, (John) Peter Hawes et son frère Baldwin "Butch" Hawes, Bess Lomax Hawes (épouse de Butch et sœur d'Alan Lomax), Cisco Houston, Arthur Stern, Josh White, Jackie (Gibson) Alper, Burl Ives, (Hiram) Jaime Lowden et Sam Gary.
Ils inventent un style de performance énergique et entraînant, basé sur ce qu'ils considèrent comme le meilleur de la musique country américaine, noire et blanche. Ils portent des vêtements de ville, ce qui est du jamais vu à une époque où les artistes portent régulièrement des tenues formelles de boîte de nuit, et ils invitent le public à se joindre au chant. Les Almanacs donnent de nombreux concerts lors de fêtes, rallyes, galas de charité, réunions syndicales et « hootenannies » informelles, un terme que Seeger et Guthrie découvrent lors d'une tournée des Almanac à Portland et Washington,.
Le 1er mai 1941, ils divertissent un rassemblement de 20 000 grévistes des transports en commun au Madison Square Garden, où ils présentent la chanson Talking Union et participent à un numéro dramatique avec la jeune actrice Carol Channing.

### Enregistrements (1941-1942)
La première sortie des Almanacs, un album composé de trois disques 78 tours intitulé Songs for John Doe, écrit pour protester contre le Selective Training and Service Act de 1940, une loi qui, en temps de paix, vise à augmenter les effectifs de l'Armée de terre. Enregistré en février ou mars 1941 et publié en mai, il comprend quatre chansons écrites par Millard Lampell et deux par Seeger et Hays (dont Plow Under). Celles-ci suivent la ligne du Parti communiste appelant à la non-intervention dans la Seconde Guerre mondiale (après le pacte germano-soviétique de 1939). Il est produit par Eric Bernay, fondateur de Keynote Records. Bernay, qui possède un petit magasin de disques, est l'ancien directeur commercial du magazine New Masses. Mais, sans doute à cause de son contenu controversé, Songs for John Doe sort sous la marque « Almanac Records », et Bernay insiste pour que les interprètes (dans ce cas Pete Seeger, Millard Lampell, Josh White et Sam Gary, un groupe interracial) payent eux-mêmes pour les coûts de production. Songs for John Doe s'en prend aux grandes sociétés américaines (telles que JP Morgan et DuPont), répétant ainsi la ligne du Parti selon laquelle elles se disputent des contrats gouvernementaux pour renforcer les défenses des États-Unis après avoir soutenu le réarmement allemand. En plus d'être antisyndicales, ces sociétés sont au centre de la colère des militants progressistes et afro-américains parce qu'elles interdisent aux Noirs d'être employés dans le travail de défense.

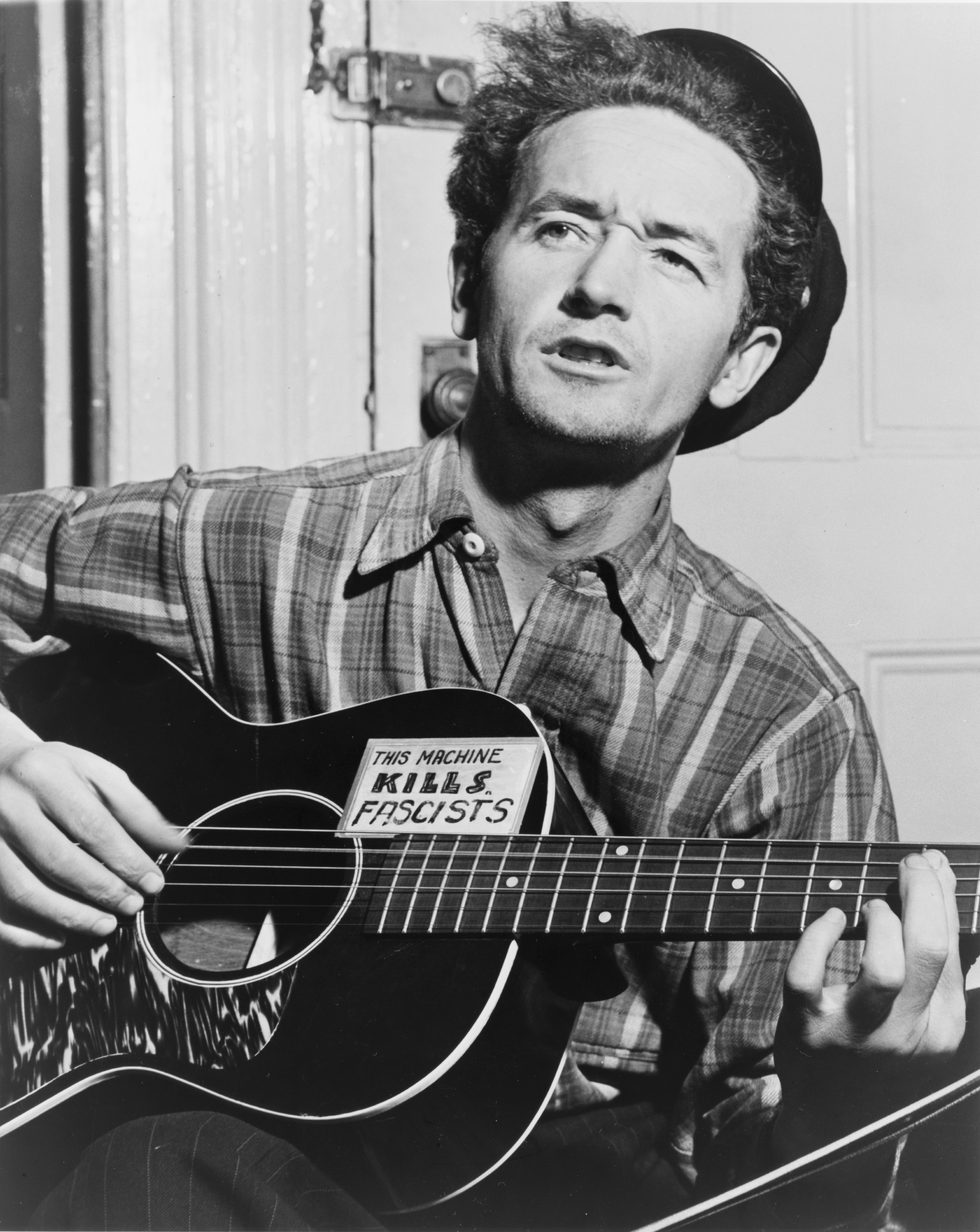
Woody Guthrie en 1943.

L'album critique également le projet du président Roosevelt, sans précédent en temps de paix, insinuant qu'il partait en guerre pour JP Morgan. Seeger déclarera plus tard qu'il croyait à l'argument communiste de l'époque selon lequel la guerre était « bidon » et que les grandes entreprises voulaient simplement utiliser Hitler comme prétexte pour attaquer l'URSS. Bess Lomax Hawes, qui a vingt ans à l'époque (et ne chante pas sur l'album John Doe), écrit dans son autobiographie Sing It Pretty (2008), que pour sa part, en tant que fille, elle avait prêté le serment pacifiste par réaction à la brutalité de la Première Guerre mondiale (un sentiment partagé par beaucoup) et qu'elle a pris ce serment très au sérieux. Cependant, elle a dit que les événements se déroulaient si vite, et que de si terribles nouvelles arrivaient d'Allemagne, que les Almanac ne savaient guère quoi penser d'un jour à l'autre, et qu'ils se retrouvaient à ajuster leur répertoire d'actualité au quotidien.
Woody Guthrie écrit une chanson qui déclare tristement: I started out to write a song to the entire population / But no sooner than I got the words down, here come a brand new situation (« J'ai commencé à écrire une chanson pour toute la population / Mais à peine ai-je compris les mots, voici une toute nouvelle situation »). 
Le 22 juin 1941, Hitler rompt le pacte de non-agression et attaque la Russie, et le label Keynote détruit rapidement tout son stock de Songs for John Doe. Le CIO exhorte maintenant au soutien à Roosevelt, et interdit à ses membres de participer à des grèves. Le 25 juin 1941, Roosevelt, sous la pression des dirigeants noirs, signe l'Executive Order 8802 (The Fair Employment Act) interdisant la discrimination raciale par les entreprises qui reçoivent des contrats de défense fédéraux.
Le deuxième album des Almanac, Talking Union, également produit par Bernay, est une collection de six chansons ouvrières : Union Maid, I Don't Want Your Millions Mister, Get Thee Behind Me Satan, Union Train, Which Side Are You On?, et l'éponyme Talking Union. Cet album, paru en juillet 1941, n'est pas anti-Roosevelt mais est néanmoins critiqué dans un article de Time magazine. Il sera réédité par Folkways en 1955 avec des chansons supplémentaires. Les Almanacs publient également deux albums de chansons folkloriques traditionnelles sans contenu politique en 1941 : un album de chants de marins, Deep Sea Chanteys and Whaling Ballads (les chants de marins étant le genre de chanson préféré de Franklin Roosevelt) et Sod-Buster Ballades, qui sont des chansons des Pionniers américains. Les deux sont produits par Alan Lomax sur General Records. Lorsque les États-Unis entrent en guerre contre l'Allemagne, les Almanacs enregistrent un nouvel album d'actualité pour Keynote à l'appui de l'effort de guerre, Dear Mr. President, sous la supervision d'Earl Robinson, qui comprend la chanson Reuben James de Woody Guthrie (1942). La chanson titre, Dear Mr. President, est un solo de Pete Seeger favorable à Roosevelt.

### Séparation et développements ultérieurs

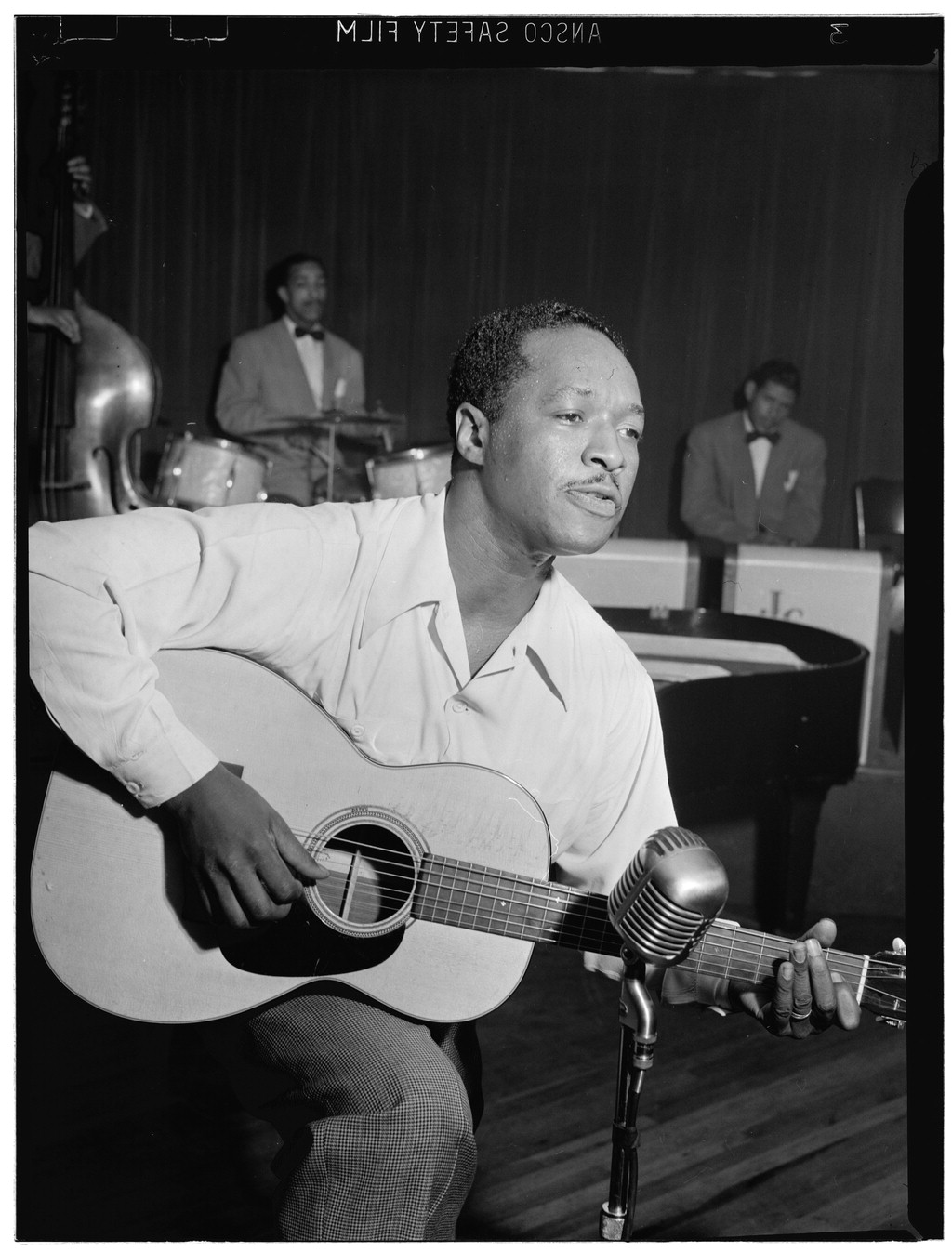
Josh White au Café Society, New York, en 1946.

En 1942, le Renseignement militaire et le FBI jugent que les Almanac et leur ancien message anti-projet demeurent une menace séditieuse pour le recrutement et le moral de l'effort de guerre parmi les Noirs et les jeunes. Ils sont la cible de critiques hostiles. Après une prestation dans l'émission This is War de CBS en janvier 1942, où ils interprètent la chanson pro-guerre Round and Round Hitler's Grave, un journal new-yorkais titre Commie Singers try to Infiltrate Radio (« Les chanteurs cocos tentent d'infiltrer la radio »). Ils se séparent à la fin de 1942 ou au début de 1943. Il est suggéré que la popularité et la crédibilité du groupe sont affectées par les politiques en constante évolution du Parti communiste et l'incertitude quant à la position de leur musique par rapport à ces changements.
En 1945, après la fin de la guerre, Millard Lampell devient un scénariste à succès, écrivant sous un pseudonyme lorsqu'il est placé sur une liste noire. Les autres membres fondateurs des Almanac, Pete Seeger et Lee Hays, deviennent respectivement président et secrétaire exécutif de People's Songs, une organisation dont le but est de fournir de la musique protestataire aux militants syndicaux, d'abroger la loi Taft-Hartley et de faire élire Henry Wallace, candidat du Parti progressiste à l'élection présidentielle. People's Songs se dissout en 1948, après la défaite de Wallace. Seeger et Hays, rejoints par deux des jeunes amis de Hays, Ronnie Gilbert et Fred Hellerman, recommencent à chanter ensemble lors de rassemblements caritatifs de danses folkloriques, avec un répertoire axé sur la musique folklorique internationale. Ce nouveau groupe, apparu pendant un certain temps en 1949 sous l'appellation The Nameless Quartet, change son nom pour The Weavers et acquiert une grande renommée.

## Discographie

### Albums studio
- 1941 : Songs for John Doe (Almanac Records).
- 1941 : Talking Union (Keynote).
- 1941 : Deep Sea Chanteys and Whaling Ballads (General).
- 1941 : Sod Buster Ballads (General).
- 1942 : Dear Mr. President (Keynote).

Pete Seeger, Bess Lomax, Butch Hawes et Tom Glazer
- 1940 : Songs of the Lincoln Battalion (Stinson/Asch, 1940). Cet album n'est pas crédité aux Almanac Singers, mais à trois des  membres du groupe avec Tom Glazer. En 1961, ce disque est réédité par Folkways en tant que face A d'un LP intitulé Songs of the Spanish Civil War, Vol. 1. Le revers du LP est une réédition de l'album Six Songs for Democracy d'Ernst Busch et du chœur du bataillon Thälmann en 1938[18].

### Singles
- 1941 : Song For Bridges / Babe of Mine (Keynote).
- 1942 : Boomtown Bill / Keep That Oil A-Rollin (Keynote).

### Compilations
- 1973 : Talking Union & Other Union Songs (Smithsonian Folkways)
- 1996 : Their Complete General Recordings (MCA)
- 2001 : Songs of Protest (Prism)
- 2001 : Talking Union, Vol. 1 (Naxos)
- 2004 : The Sea, The Soil & The Struggle (Naxos)